# Eleutherodactylidae
Az Eleutherodactylidae a kétéltűek (Amphibia) osztályába és a békák (Anura) rendjébe tartozó család. Korábban a füttyentőbéka-félék (Leptodactylidae) család Eleutherodactylinae alcsaládjába sorolták őket, de az újvilági közvetlen fejlődésű békák átfogó felülvizsgálatát követően önálló családba kerültek. A családba jelenleg több mint 200 faj tartozik (2014-ben 206 vagy 207).

## Rendszerezésük
A családba az alábbi alcsaládok és nemek tartoznak:
- Eleutherodactylinae Lutz, 1954 (198 faj)
  - Diasporus Hedges, Duellman, and Heinicke, 2008
  - Eleutherodactylus Duméril & Bibron, 1841
- Phyzelaphryninae Hedges, Duellman, and Heinicke, 2008 (10 faj)
  - Adelophryne Hoogmoed and Lescure, 1984
  - Phyzelaphryne Heyer, 1977

## Előfordulásuk
Észak-Amerika déli részén, a Karib-térségben és Dél-Amerikában honosak.

## Megjelenésük
A családba tartozó békák mérete jelentős nagyságkülönbségeket mutat, a parányitól (az Eleutherodactylus iberia faj nőstényének hossza 10,5 mm) a viszonylagos óriás Eleutherodactylus inoptatus fajig (nőstényének hossza 88 mm).

## Életmódjuk
Ezek a békák, az elevenszülők, az Eleutherodactylus jasperi faj kivételével, közvetlen fejlődésűek: nem létezik az ebihal állapotuk, ehelyett a petékből közvetlenül kis békák alakulnak ki.